# Hylocereus stenopterus
A Hylocereus stenopterus egy epifita kaktusz, a Hylocereus nemzetség egyetlen nem fehér virágú faja.

## Elterjedése és élőhelye
Típus: Costa Rica, Vallée de Tuis területe. Közép-Amerikában több helyen Costa Ricán kívül, atlantikus erdőkben, alacsony tszf. magasságban.

## Jellemzői
Kapaszkodó növény, számos léggyökeret fejleszt, hajtásai három bordásak, 40 mm átmérőjűek, a bordák élein és az areoláknál barna parásodással. Areolái 30–35 mm távolságban állnak, 2-3 tövist hordoznak, melyek 1–3 mm hosszúak, sárgák. Virágai 90–100 mm hosszúak, kívülről 5–20 mm hosszú pikkelyek fedik, melyek 10 mm szélsek, zöldek vagy sárgászöldek, a tövükben krémszínű szőrökkel, melyek 0,5 mm-nél rövidebbek. A tölcsér 45–55 mm hosszú, 10–20 mm átmérőjű, a külső szirmok egyenesek, barnák vagy barnásvörösek, a belső szirmok lándzsa alakúak, ciklámenlilák, fehér futtatással, 40–80 mm hosszúak. A porzók világossárgák, a bibe krémszínű. Termése gömbölyded, 70 mm átmérőjű, sárgászöld, majd megpirosodó bogyó, magjai 2,5×1,5×0,75 mm nagyságúak, vagy kicsivel nagyobbak.

## Rokonsági viszonyai
A Hylocereus subgenus tagja.